# Stanisław Pac (lekarz)
Stanisław Pac (ur. 1703, zm. 3 grudnia 1826 w Satanowie) – lekarz nadworny Stanisława Augusta Poniatowskiego, zoolog i podróżnik. Stanisław Pac zmarł w wieku 123 lat, superstulatek.
Nie wiadomo wiele o wczesnym życiu Stanisława Paca; studiował w Polsce i w Niemczech na bliżej nieznanych uczelniach. Będąc podróżnikiem przebywał w Ameryce, krajach Orientu oraz Egipcie. Po śmierci króla jako 92-letni starzec zamieszkał w Satanowie (dziś miasto na zachodzie Ukrainy). Zajmował się leczeniem okolicznych mieszkańców, w tym biedoty, oraz aklimatyzacją zwierząt egzotycznych. Mimo swojej charytatywnej działalności był uważany za dziwaka, nawet czarnoksiężnika, który sprzedał swoją duszę diabłu. W swoim domu otworzył zwierzyniec z egzotycznymi zwierzętami, de facto pierwsze zoo na Ukrainie, otwarte o sto lat wcześniej niż zoo w Kijowie. Jego dom, zwany też niekiedy pałacem, i uważany za jedną z najciekawszych budowli Satanowa pierwszej połowy XIX wieku, był oryginalną budowlą; trzy poziomy tej budowli znajdowały się pod ziemią, natomiast czwarta, ozdobiona rzeźbami, nad ziemią. Po śmierci Paca jego pałac popadł w ruinę i został rozebrany już w połowie XIX wieku; jego dokładna lokalizacja nie jest do dziś znana.
Z Pacem związane jest powiedzenie: „Pac ma mieszkać w pałacu, a nie w Satanowie”.

## Źródła
1. 1 2  Rocznik Biblioteki Polskiej Akademii Nauk w Krakowie, Zakład Narodowy im. Ossolińskich, Wydawn. Polskiej Akademii Nauk, 1978, s. 110 [dostęp 2021-07-05] (pol.).
2. 1 2 3 4 5 6  Dmytro Poluchowycz, Podolski „doktor Faust” i eliksir długowieczności, „Kurier Galicyjski”, 341 (1), 30 stycznia 2020. Brak numerów stron w czasopiśmie
3. 1 2 3 4 5  Katarzyna Węglicka, Wędrówki kresowe: gawędy o miejscach, ludziach i zdarzeniach, Książka i Wiedza, 2006, s. 305, ISBN 978-83-05-13450-7 [dostęp 2021-07-05] (pol.).
4. ↑  Satanów, [w:] Słownik geograficzny Królestwa Polskiego, t. X: Rukszenice – Sochaczew, Warszawa 1889, s. 336.